# Flughafen Mariehamn

i7
i11
i13
Der Flughafen Mariehamn (schwedisch Mariehamns flygplats, finnisch Maarianhaminan lentoasema, IATA-Code: MHQ, ICAO-Code: EFMA) ist der Flughafen der Stadt Mariehamn in der autonomen finnischen Region Åland im Südwesten Finnlands. Betrieben wird er vom finnischen Flughafenbetreiber Finavia. 

## Lage und Verkehrsanbindung
Der Flughafen liegt in der Gemeinde Jomala, drei Kilometer nordwestlich von Mariehamn. Das Parken am Flughafen ist kostenfrei, Anschluss an das öffentliche Busnetz sowie an das kostenlose Busnetz der drei Kilometer entfernten Hauptstadt Mariehamn gibt es nicht. Drei Autovermietungen, darunter ein lokaler Anbieter, findet man direkt im Terminal.

## Geschichte
Der Flughafen wurde 1937 offiziell eröffnet und der Linienflugverkehr begann 1940. Das Flughafen- und Flugsicherungsgebäude, der Parkplatz und die Zufahrt zum Flughafen wurden in den 1960er Jahren fertiggestellt.
Der Flughafen war der Heimatflughafen der 2005 gegründeten Fluggesellschaft Air Åland. Diese betrieb unterschiedliche Routen nach Finnland und Schweden. Dazu gehörten Flüge nach Stockholm-Arlanda, Turku und Helsinki. Air Åland transportierte 2008 insgesamt 61.000 Passagiere von und nach Mariehamn. Die Flüge nach Helsinki wurden am 28. Mai 2012 eingestellt, da die Linie seit November 2011 bedingt durch die Konkurrenz von Flybe Nordic defizitär war. Die Flüge von Air Åland wurden 2012 von der schwedischen Fluggesellschaft Nextjet übernommen.
Die Turku Air bot zudem mit Piper PA-31-350 Navajo-Chieftain-Propellermaschinen Charterflüge nach Turku an. Die Gesellschaft stellte den Flugbetrieb 2016 aufgrund geringer Nachfrage ein.
Am 16. Mai 2018 erklärte NextJet die Insolvenz und stellte den Flugbetrieb ein. Aus den Teilen von Nextjet wurde die schwedische Air Leap, die im Juni 2018 den Flugbetrieb am Flughafen Mariehamn wieder aufnahm. Sie stellte ebenfalls ihren Betrieb ein, am 24. Januar 2022.

## Besonderes
Der Flughafen Mariehamn weist eine Besonderheit auf. Er ist der einzige Flughafen in Finnland mit roter Landebahn. Es gibt noch den Flugplatz Kumlinge, der ebenfalls eine Landebahn aus rotem Asphalt besitzt. Dies resultiert daraus, dass Åland seinen Straßenbelag aus dem roten åländischen Granit gewinnt und infolgedessen asphaltierte wie Schotterwege auf der Insel eine rötliche Farbe haben. Somit erhielt auch die Landebahn und das Rollfeld des Flughafens Mariehamn diese einzigartige Farbe. Laut Piloten ist dies die beste Landebahn für eine Landung, weil sie in allen Wetterverhältnissen gut zu erkennen ist.

## Zwischenfälle
- Am 8. November 1963 stürzte eine Douglas DC-3/C-47A der Aero O/Y (Finnair) (Luftfahrzeugkennzeichen OH-LCA) in der Nähe von Mariehamn ab und brannte aus, wobei 22 der 25 Insassen starben. Ursache war höchstwahrscheinlich ein Defekt im Höhenmesser des Kapitäns, wodurch die Mindestsinkflughöhe bei sehr schlechtem Wetter unterschritten wurde.[7][8]